# Islas Vírgenes de los Estados Unidos en los Juegos Olímpicos de Seúl 1988
Las Islas Vírgenes de los Estados Unidos estuvieron representadas en los Juegos Olímpicos de Seúl 1988 por un total de 22 deportistas, 19 hombres y 3 mujeres, que compitieron en 6 deportes.

## Medallistas
El equipo olímpico virgenense estadounidense obtuvo las siguientes medallas:
| Nombre         | Deporte | Competición |
| -------------- | ------- | ----------- |
| Oro            |         |             |
| —              |         |             |
| Plata          |         |             |
| Peter Holmberg | Vela    | Finn M      |
| Bronce         |         |             |
| —              |         |             |